# Sleeping Child
『Sleeping Child』（スリーピング・チャイルド）は、BONNIE PINKの12枚目のシングル。2000年7月12日発売。発売元はイーストウエスト・ジャパン、販売元はワーナーミュージック・ジャパン。CDコードはAMCY-4478。

## 解説
- 「Sleeping Child」は前作から1ヶ月ぶりとなるシングルで、アルバム『Let go』からのシングル・カット。
- カップリング曲は「Sleeping Child」のリミックス・ヴァージョンを収録。
- 限定盤として、2枚の12インチシングル盤も同時リリースされた（MQJN-7、MQJN-8）。

## 収録曲
1. Sleeping Child （Original） （4:10）
（作詞・作曲:Bonnie Pink）
2. Sleeping Child （Protein Shake Mix Yuka Honda of Cibo Matto） （5:48）
3. Sleeping Child （〝the gyrations of virgin microbes"Mix/stereolab） （4:36）
4. Sleeping Child （〝Bonnie in Paris"Mix The High Llamas） （6:11）

## 収録アルバム
- 『Let go』（1.）
- 『Every Single Day -Complete BONNIE PINK（1995-2006）-』（1.）
- 『re*PINK BONNIE PINK REMIXES』（3.）
- アルバム未収録（2.,4.）